# Chanon Duangsri
Chanon Duangsri (thailändisch นายชานนท์ ดวงศรี; * 10. Juli 2004), auch als Non (thailändisch นนท์) bekannt, ist ein thailändischer Fußballspieler.

## Karriere
Chanon Duangsri erlernte das Fußballspielen in Buriram in der Jugendmannschaft von Buriram United. Zu Beginn der Saison 2023/24 wechselte er im Sommer 2023 auf Leihbasis zum Zweitligisten Nakhon Ratchasima FC. Sein Zweitligadebüt für den Erstligaabsteiger aus Nakhon Ratchasima gab Duangsri am 3. September 2023 (4. Spieltag) im Auswärtsspiel gegen den Lampang FC. Bei der 1:0-Niederlage wurde er in der 66. Minute für Weerawat Jiraphaksiri eingewechselt. Am Ende der Saison 2023/24 feierte er mit dem Verein die Meisterschaft der zweiten Liga sowie den direkten Wiederaufstieg in die erste Liga. Nach zehn Zweitligaspielen kehrte er im Sommer 2024 nach Buriram zurück.

## Erfolge
Nakhon Ratchasima FC
- Thailändischer Zweitligameister: 2023/24  ▲